# 山本康彦
山本 康彦（やまもと やすひこ、1967年4月26日 - ）は、鳥取県米子市出身の元サッカー選手、サッカー指導者。

## 所属クラブ
- 鳥取県立米子東高校
- 順天堂大学
  - 第38回全日本大学サッカー選手権大会 (1989年) で優秀選手賞（ベストFW）
- ? - 2001年 SC鳥取（2001年は選手兼任監督）

## 指導歴
- -2000年 米子市立美保中学校：監督
- 2001年-2002年 SC鳥取：監督
- 2003年-2006年 鳥取県立米子西高校：監督
- 2007年-2016年 鳥取県立米子東高校：監督[1]